# حازم المصري
حازم المصري (مواليد 1976) هو أسترالي من أصل لبناني لاعب ركبي متقاعد اشتهر ما بين عامي 1990 و2000. لعب مع فريق كانتربيري بانكستاون بولدغز. يعد من أشهر هدافي أستراليا على الإطلاق. وهو سابع لاعب في تاريخ اللعبة الذي سجل أكثر من 150 هدف.

## حياته الخاصة
ولد عام 1976 في طرابلس في لبنان وهاجر إلى أستراليا مع عائلته عام 1988. بدأ بلعب كرة القدم وانتقل إلى لعبة الركبي في المدرسة الثانوية. وانتقل ليلعب مع البولدغز بشكل كامل عام 1996. هو مسلم ملتزم ويقوم بالعديد من الأعمال المجنمعية.

## إنجازاته
- 1997: في أولى مبارياته، حقق هدف مميز يسمى تريبل تريك ضد فريق هاليفاكس الإنكليزي.
- 2004: حقق الفوز لفريقه في دوري الدرحة الأولى.
- 2009: أصبح من أعلى مسجلي الأهداف في الدوري العام.

## روابط خارجية
- حازم المصري على موقع ItsRugby.co.uk (الإنجليزية)